# Cis fulgens
Cis fulgens là một loài bọ cánh cứng trong họ Ciidae. Loài này được Broun miêu tả khoa học năm 1895.